# Ryōko Ono
Pour les articles homonymes, voir Ono.
Ryōko Ono (小野涼子, Ono Ryōko), née le 22 juin 1977 à Yokohama, est une seiyū japonaise.

## Rôles

### Animation
- Black Jack : Wato
- Black Jack 21 : Wato
- Digimon Savers : Nanami
- Fairy Tail : Mirajane
- Futari wa Pretty Cure Splash Star : Hitomi Itō
- Immortal Grand Prix (en) : Amy Stapleton
- Kurau: Phantom Memory : Washima
- Marginal Prince : Joshua (Young)
- Minami-ke : Atsuko
- Nodame Cantabile : Kaoru Suzuki
- Ouran High School Host Club : Honoka Kimiwada; Maid A (ep 7,15)
- Sola : Touko Uehara
- La Mélodie du ciel (So Ra No Wo To) : Iliya Arkadia
- Tactical Roar : Honomi Tateyama; Yui Asarigi
- Trinity Blood : Jessica Lange
- Witchblade : Aoi
- Zegapain : Irie